# فينيسيوس بريتو
فينيسيوس بريتو (15 أغسطس 1975 بريو دي جانيرو في البرازيل - ) هو لاعب كرة قدم برازيلي في مركز الهجوم. لعب مع Toronto Lynx ‏ وImbituba Futebol Clube ‏ وClube Atlético Joseense ‏.